# Schwarmverhalten

Ein Schwarm Atlantischer Heringe (Clupea harengus) auf Wanderung zu den Laichplätzen in der Ostsee. Die hohe Geschwindigkeit kann über Tausende Kilometer durchgehalten werden. Einige Wissenschaftler sind der Meinung, dass die Fortbewegung in geschlossenen Gruppen energiesparend ist.

Schwarmverhalten bezeichnet das Verhalten von Fischen, insbesondere den Schwarmfischen, von Vögeln, Insekten und anderen Tieren, sich zu Aggregationen zusammenzuschließen. Die Individuen in einem Schwarm gehören meist derselben Art an, es können sich jedoch auch gemischte Schwärme aus Tieren unterschiedlicher Arten und Altersstadien bilden. Typische Schwarm-bildende Tiere sind beispielsweise Heringe, Stare und Wanderheuschrecken.
Bei Meeressäugern wie Delfinen, die sich zu einem Verband zusammenschließen, spricht man auch von einer Schule, bei Landsäugetieren von einer Herde. Bei schneller Fortbewegung ist der Fachbegriff Stampede üblich.
Auch bei beweglichen (motilen) Mikroorganismen wie Bakterien spricht man von Schwärmen (englisch swarming), wenn diese sich in großer Zahl über oder durch ein viskoses Substrat (etwa das Sediment am Meeresboden) bewegen.
Das Phänomen Schwarm und Schwarmverhalten wird in verschiedenen biologischen Disziplinen untersucht, und zwar per Verhaltensanalyse und Modellierung. Forschung findet auch z. B. statt in der Informatik (siehe Partikelschwarmoptimierung). Anwendungen gibt es in der Computergrafik (siehe Partikelsystem) und beim Militär.

## In der Natur (Tierwelt)
Vorteile der Schwarmbildung ergeben sich für Tiere bei der Nahrungssuche. Aggregationen zu bilden schützt auch vor möglichen Fressfeinden, z. B. durch kollektive Wachsamkeit und/oder Irritation des Beutegreifers. Immer bewegen sich die Individuen des Schwarmes gemeinsam in eine Richtung. Für die gleichgerichtete Orientierung sind etwa bei Staren die unmittelbaren Nachbarn wichtig. Die neurophysiologische Basis der Fähigkeit, sich synchron zu bewegen, wird in den Spiegelneuronen vermutet.
Der Physiker und Vogelforscher Andrea Cavagna hat die riesigen Starenschwärme in Rom untersucht. Er stellte fest, dass Vögel sich an den sechs bis sieben Nachbarvögeln ausrichten, was der höchsten Zahl entspricht, die diese Vögel unterscheiden können. Generell halten sie mindestens eine Flügelspanne Abstand zueinander. Eine Richtungsänderung des Schwarms entscheidet sich nicht unbedingt an der Schwarmspitze. Offenbar kann jedes Individuum eine Richtungsänderung hervorrufen, und der ganze Schwarm organisiert sich hierdurch um.
Bei Annäherung von Greifvögeln verdichtet sich der Schwarm, um das Anvisieren eines Individuums und die gezielte Attacke zu erschweren. Manchmal wird sogar der Greifvogel vom Schwarm so eingeschlossen, dass dieser sich flugunfähig abfallen lassen muss. Stört ein Greifvogel den schwarmauflösenden Anflug zum Schlafplatz, steigt der Schwarm wieder auf und bleibt oft bis zum Einsetzen der Dunkelheit in der Luft.

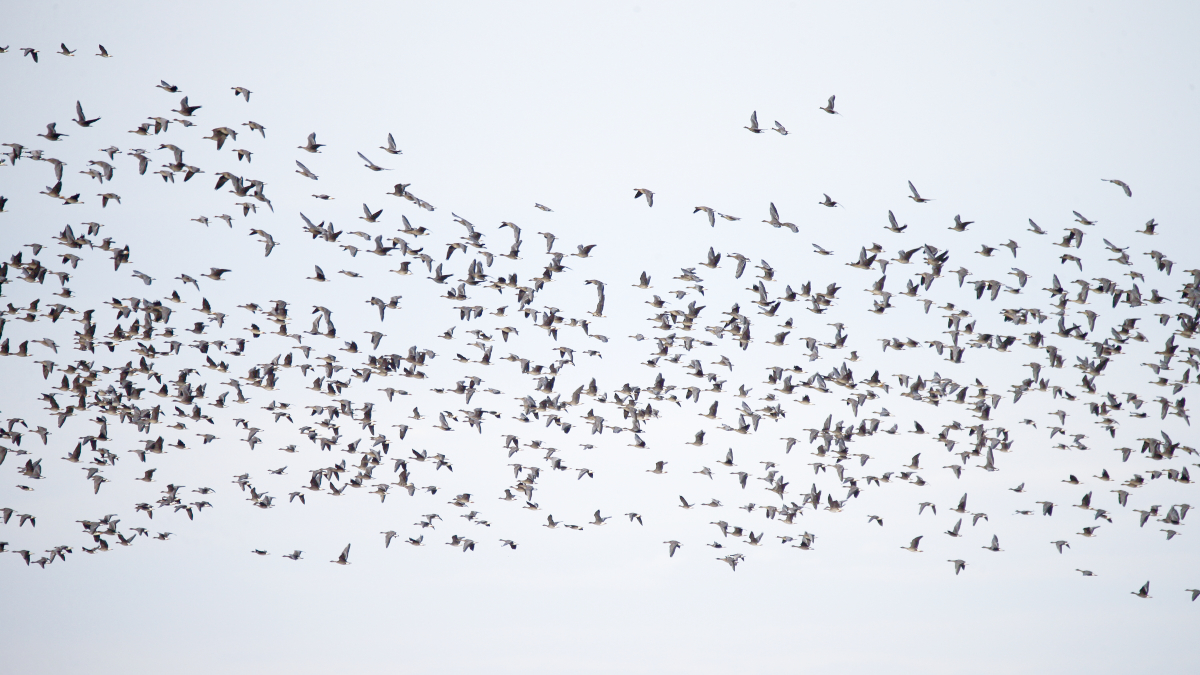
Gänse an der Müritz

Viele Vogelarten fliegen allerdings nicht in Schwärmen, sondern in V-förmigen Zügen oder, wie die Kraniche, in langen Ketten schräg hintereinander. Auch ihr Verhalten wird mittels Computermodellen erforscht.

## Algorithmen (Modellierung)

### Regeln für Schwarmbildung

Fledermäuse verlassen eine Höhle in Thailand kurz vor Sonnenuntergang

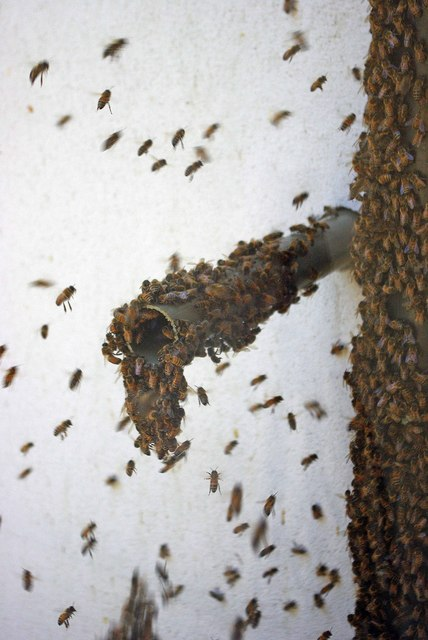
Bienenschwarm

Wie Schwärme gebildet und zusammengehalten werden, ergaben Computersimulationen von Craig Reynolds, der diese 1986 zum ersten Mal modelliert hat. Schwarmverhalten basiert demnach auf drei Regeln, die die einzelnen Agenten (Individuen / Boids) beachten:
1. Bewege dich in Richtung des Mittelpunkts derer, die du in deinem Umfeld siehst (Kohäsion).
2. Bewege dich weg, sobald dir jemand zu nahe kommt (Separation).
3. Bewege dich in etwa in dieselbe Richtung wie deine Nachbarn (Alignment).

Als Folge dieser Regeln auf Individuenebene entsteht eine Gesamtstruktur, nämlich der selbstorganisierte Schwarm. Man spricht von Emergenz.

### Algorithmische Komplexität
In einer Anwendung, die Schwarmverhalten simuliert, gibt es keine zentrale Steuerung für die einzelnen Individuen. Für jedes Individuum muss die nächste Position separat berechnet werden. Daraus ergibt sich nach der O-Notation ein O(n²)- Algorithmus mit einer Rechenzeit von {\displaystyle n^{2}} bei n Individuen. Es gibt verschiedene Ansätze, um die Rechenzeit bei variierender Anzahl Individuen konstant zu halten oder wenigstens die Rechenzeit eines O(n²)- Algorithmus zu verringern.
Schon Reynolds versuchte, zu diesem Zweck ein 3D-Gitterwerk zu implementieren, in dem seine Boids basierend auf ihrer Position in Behälter verteilt werden. Über dieses Gitterwerk können die Boids schnell die Behälter in ihrem Umfeld auf Nachbarn überprüfen, was die Laufzeit des Algorithmus verringert.
Wissenschaftler der Universität Leeds um Ian D. Couzin und Jens Krause fanden heraus, dass ein strukturelles Gedächtnis in Fisch- und Vogelschwärmen dafür sorgt, dass auf eine spezielle Schwarmformation häufig eine ganz bestimmte nächste folgt. So ordnen sie sich zunächst in einen ungeordnet chaotischen Schwarm wie bei Mückenschwärmen und bilden als Nächstes einen Torus.
Computermodelle für Schwarmverhalten von V-Formationen waren lange Zeit daran gescheitert, die Entstehung solcher Formationen zufällig angeordneter, vom Boden auffliegender Tiere zu berechnen. Valmir Barbosa und Andre Nathan (Universidade Federal do Rio de Janeiro) berichteten 2007, das Problem gelöst zu haben, und zwar durch die Kombination von nur zwei Vorgaben für jedes Tier:
1. Nutze den Auftrieb, den der Flügelschlag eines vor dir fliegenden Vogels verursacht.
2. Nimm dabei eine Position ein, von der aus du ungestört nach vorn blicken kannst.

Diese Modellrechnungen gingen von Schwärmen mit bis zu 35 Tieren aus, und unabhängig von der ursprünglichen Anordnung dieser Tiere entstand schließlich immer eine ordentliche Formation.

## Weitere Anwendungsgebiete

### Militärische Zwecke
Die US Air Force begann im Jahre 1998 mit der Erforschung eines autonomen Drohnensystems, genannt LOCAAS (Low Cost Autonomous Attack System). Dieses Drohnensystem nutzt einen Algorithmus, der auf dem Modell von Craig Reynolds basiert, um als Schwarm fliegen zu können. Sobald bis zu 192 Drohnen von einem Tarnkappenbomber abgeworfen werden, beginnen sie sich elektronisch untereinander zu verständigen und greifen feindliche Truppen im Schwarm an.

### Künstliche Intelligenz
Auch der Bereich der Künstlichen Intelligenz (KI) profitiert von der Erforschung von Schwarmverhalten und nutzt diese Erkenntnisse gezielt.
So wurden beispielsweise in einer Zusammenarbeit des Deutschen Forschungszentrums für Künstliche Intelligenz und der Universität Oldenburg für den Einsatz im Meer Schwärme kleiner, intelligenter Treibbojen („Drifter“) entwickelt, sogenannte „Sailing Intelligent Micro Drifter Swarms“ („Saimidris“). Diese kleinen Driftkörper kommunizieren miteinander, treiben autonom mit den Meeresströmungen und kopieren das Verhalten eines Schwarms. Für das Projekt Saimidris erfassen Drifter mit miniaturisierten Schadstoffsensoren die Verteilung von Schadstoffen in unterschiedlichen Meeresgebieten, welche für Forschungsschiffe und größere Objekte nicht erreichbar sind. Somit tragen digitale Systeme zu einer präziseren Ozeanbeobachtung bei, da sie Daten hinsichtlich der Verschmutzung der Ozeane auch in schwer zugänglichen Gebieten erfassen können.

## Belege
1. ↑  
Qi Sheng, Ang Liu, Peiling Yang, Zhuowei Chen, Peng Wang, Haining Sun, Chunyang Li, Andrew McMinn, Yin Chen, Yuzhong Zhang, Hainan Su, Xiulan Chen, Yuqiang Zhang: The FilZ Protein Contains a Single PilZ Domain and Facilitates the Swarming Motility of Pseudoalteromonas sp. SM9913. In: MDPI: Microorganisms, Band 11, Nr. 6, Section Environmental Microbiology, 13. Juni 2023, S. 1566; doi:10.3390/microorganisms11061566 (englisch).
2. ↑  David JT Sumpter, Jens Krause, u. a.: Consensus Decision Making by Fish. In: Current Biology. Band 18, Nr. 22, 2008, ISSN 0960-9822, S. 1773–1777.
3. ↑  Nikolaas Tinbergen: Instinktlehre. Paul Parey, Berlin /Hamburg 1953, ISBN 3-489-59636-6, S. 160.
4. 1 2  Michele Ballerini, Nicola Cabibbo u. a.: Interaction ruling animal collective behavior depends on topological rather than metric distance: Evidence from a field study. In: Proceedings of the national academy of sciences. Band 105, Nr. 4, 2008, ISSN 2220-8860, S. 1232–1237.
5. ↑  Andrea Cavagna, SMD Duarte Queirós u. a.: Diffusion of individual birds in starling flocks. In: Proceedings of the Royal Society B: Biological Sciences. Proceedings of the Royal Society B: Biological Sciences, 2013, ISSN 0962-8452, S. 1756 ff.
6. ↑  Sandro Mattioli: Die unbekannten Flugobjekte. Wie Schwärme sich selbst organisieren. Bild der Wissenschaft, Ausgabe 3/2009, S. 16
7. 1 2  A. Nathan, V. C. Barbosa: V-like formations in flocks of artificial birds. In: Artificial life. Band 14, Nummer 2, 2008, S. 179–188, doi:10.1162/artl.2008.14.2.179, PMID 18331189. arxiv:cs/0611032v2.
8. ↑  www.red3d.com Craig Reynolds’ Seite zu Boids-Links, Applets u. a. (englisch)
9. ↑  Ein Modell zur Simulation der Bewegung von Schwärmen von Craig Reynolds
10. ↑  Iain D. Couzin, Jens Krause u. a.: Collective Memory and Spatial Sorting in Animal Groups. In: Journal of Theoretical Biology. Band 218, 2002, ISSN 0022-5193, S. 1–11, doi:10.1006/yjtbi.3065.
11. ↑  Low Cost Autonomous Attack System - Global Security
12. ↑  Ausführung über die Anwendung von natürlichem Schwarmverhalten im Militär (PDF; 1,0 MB)
13. ↑  „Digitalisierung in den Naturwissenschaften“ vom 24. November 2020 Deutsches Forschungszentrum für Künstliche Intelligenz, abgerufen am 27. April 2023
14. ↑  Saimidris. Sailing Intelligent Micro Drifter Swarms Carl von Ossietzky Universität Oldenburg, abgerufen am 27. April 2023